# Pfarrhaus (Wippenhausen)

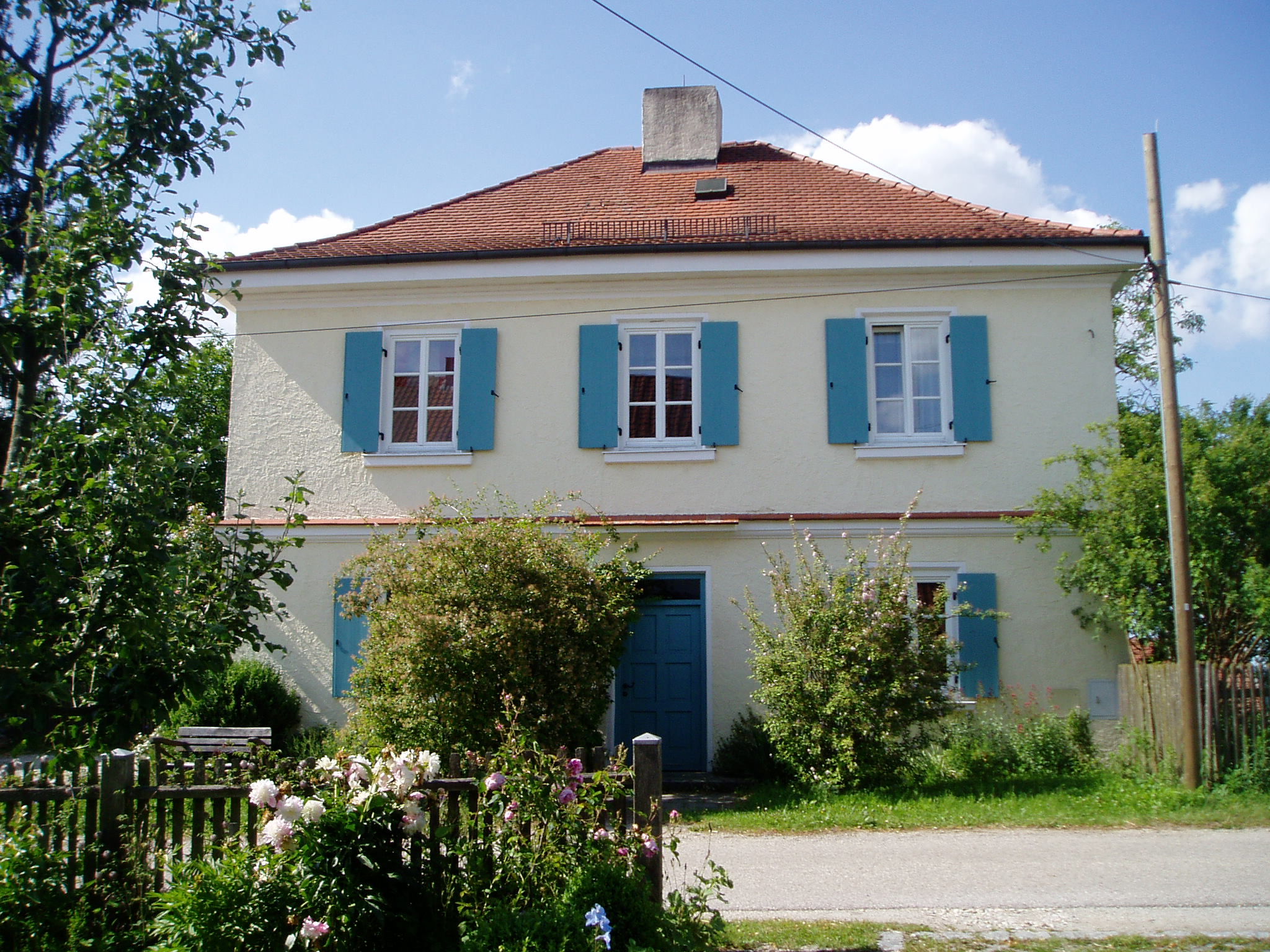
Pfarrhaus in Wippenhausen

Das Pfarrhaus in Wippenhausen (Landkreis Freising) ist ein denkmalgeschützter Bau.

## Geschichte
Das Pfarrhaus wurde 1830 in Wippenhausen gebaut. Eigentlich sollte es in Burghausen (wie Wippenhausen heute ein Ortsteil von Kirchdorf an der Amper) errichtet werden, weil die Ortschaft größer war. Da sich aber in Burghausen kein Grundstückstifter fand, wurde das Pfarrhaus in Wippenhausen errichtet.
Heute befindet sich darin das Pfarrbüro und ein Gruppenraum der Pfarrei. Ein Teil des Pfarrhauses wird als Privatwohnung genutzt.

## Beschreibung
Das Gebäude ist ein zweigeschossiger kubischer Walmdachbau mit Geschossgliederung. Zugehörig ist ein zur gleichen Zeit entstandenes, schmales, langes Nebengebäude mit Satteldachbau sowie eine Remise mit Satteldach und breiter Toröffnung aus der zweiten Hälfte des 19. Jahrhunderts.